# Calceolaria perfoliata
Calceolaria perfoliata är en toffelblomsväxtart som beskrevs av Carl von Linné d.y.. Calceolaria perfoliata ingår i släktet toffelblommor, och familjen toffelblomsväxter. Inga underarter finns listade i Catalogue of Life.